# Vsevolod III. Velké hnízdo
Vsevolod III. Jurjevič, zvaný Velké hnízdo (rusky Большое Гнездо, Bolšoje gnězdo, 1154, Dmitrov – 15. dubna 1212, Vladimir), byl veliký kníže vladimirský z rodu Rurikovců, syn Jurije Dolgorukého.

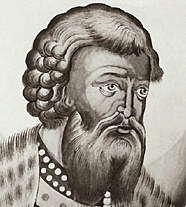
Vsevolod na obraze ze 17. století

Při správě vladimirsko-suzdalského knížectví navázal na o mnoho let staršího bratra Andreje Bogoljubského (po dvouleté vládě dalšího z bratrů Michalka v roce 1176) a dokázal povznést toto knížectví k vrcholu moci a slávy (k opětovnému úpadku přispěly mongolské vpády nedlouho po Vsevolodově smrti). Vsevolodovi se zejména dobře dařilo v boji proti bojarům, čímž si dokázat podrobit velká města, jako Kyjev, Černigov, Rjazaň, Novgorod.
Vsevolod měl velkou rodinu čítající osm synů a čtyři dcery, odtud také pochází jeho pojmenování „Velké hnízdo“.